# Rimini Baseball Club 2016
Il Rimini Baseball Club ha preso parte alla Italian Baseball League 2016.

## Divise e sponsor
Lo sponsor tecnico è Erreà. Al centro di tutte e tre le divise, sotto alla dicitura Rimini, figura il logo esteso dello sponsor secondario Conclima.
| Prima | Seconda | Terza |

## Roster
- a giugno Alexis Candelario ha abbandonato la squadra per firmare nella Liga Mexicana[1]
- a luglio è stato tesserato Loiger Padrón a fronte della partenza di Candelario[2]
- a luglio è stato anche tesserato il riminese Federico Celli (prodotto del vivaio del settore giovanile[3]), di ritorno dalla parentesi in Singolo-A con l'organizzazione dei Los Angeles Dodgers[4]

## Organigramma
Area direttiva
- Presidente: Cesare "Rino" Zangheri
- Vice presidente: Valeriano Gorini

Area organizzativa
- Team manager: Filippo Crociati

Area comunicazione
- Ufficio stampa: Simone Drudi

Area tecnica
- Manager: Orlando Muñoz
- Pitching coach: Pier Paolo Illuminati
- Coach: Cesar Heredia, Paolo Siroli, Andrea Palumbo

Area sanitaria
- Medico sociale: Dott. Paolo Montanari
- Fisioterapista: Roberto Zani, Alberto De Carli

## Risultati

### Italian Baseball League

#### Italian Baseball Series
Gara 1
| Bologna 11 agosto 2016, ore 20:30 Gara 1 | UnipolSai Bologna | 6 – 2 referto | Rimini Baseball | Stadio Gianni Falchi |

Gara 2
| Bologna 12 agosto 2016, ore 20:30 Gara 2               | UnipolSai Bologna | 3 – 5 referto     | Rimini Baseball | Stadio Gianni Falchi |
| \| \| \| \| \| Cedeño \| Doppi \| Desimoni, Zappone \| |                   |                   |                 |                      |
|                                                        |                   |                   |                 |                      |
| Cedeño                                                 | Doppi             | Desimoni, Zappone |                 |                      |

Gara 3
| Rimini 15 agosto 2016, ore 20:30 Gara 3                                                                                        | Rimini Baseball | 4 – 5 referto                                      | UnipolSai Bologna | Stadio dei Pirati |
| \| \| \| \| \| Zappone, Mayora \| Doppi \| Marval \| \| \| Fuoricampo \| Sambucci al 1º da 3 punti, Cedeño al 5º da 2 punti \| |                 |                                                    |                   |                   |
| |                 |                                                    |                   |                   |
| Zappone, Mayora | Doppi           | Marval                                             |                   |                   |
| | Fuoricampo      | Sambucci al 1º da 3 punti, Cedeño al 5º da 2 punti |                   |                   |

Gara 4
| Rimini 16 agosto 2016, ore 20:30 Gara 4                                                 | Rimini Baseball | 3 – 4 (all'11º) referto | UnipolSai Bologna | Stadio dei Pirati |
| \| \| \| \| \| \| Doppi \| Marval (2) \| \| Flores al 7º da 1 punto \| Fuoricampo \| \| |                 |                         |                   |                   |
|                                                                                         |                 |                         |                   |                   |
|                                                                                         | Doppi           | Marval (2)              |                   |                   |
| Flores al 7º da 1 punto                                                                 | Fuoricampo      |                         |                   |                   |

Gara 5
| Rimini 17 agosto 2016, ore 20:30 Gara 5                                                                                               | Rimini Baseball | 8 – 2 referto | UnipolSai Bologna | Stadio dei Pirati |
| \| \| \| \| \| Retrosi, Celli, Desimoni \| Doppi \| Marval \| \| Mayora al 6º da 1 punto, Mayora al 7º da 4 punti \| Fuoricampo \| \| |                 |               |                   |                   |
| |                 |               |                   |                   |
| Retrosi, Celli, Desimoni | Doppi           | Marval        |                   |                   |
| Mayora al 6º da 1 punto, Mayora al 7º da 4 punti                                                                                      | Fuoricampo      |               |                   |                   |

Gara 6
| Bologna 20 agosto 2016, ore 20:30 Rimandata al 21 agosto Gara 6  | UnipolSai Bologna | 2 – 0 (al 5º) referto | Rimini Baseball | Stadio Gianni Falchi |
| \| \| \| \| \| Vaglio \| Doppi \| \| \| Grimaudo \| Tripli \| \| |                   |                       |                 |                      |
|                                                                  |                   |                       |                 |                      |
| Vaglio                                                           | Doppi             |                       |                 |                      |
| Grimaudo                                                         | Tripli            |                       |                 |                      |